# الكويت اليوم
جريدة الكويت اليوم أو الكويت اليوم - الجريدة الرسمية واختصارًا: الكويت اليوم، هي الجريدة الرسمية لدولة الكويت، وهي ملك لحكومة دولة الكويت وتصدر عن قطاع الصحافة والنشر والمطبوعات في وزارة الإعلام من قبل إدارة خاصة باسم «إدارة جريدة الكويت اليوم الرسمية». صدرت «الكويت اليوم» لأوّل مرة في 16 من ربيع الآخر 1374 هـ الموافق 11 ديسمبر 1954 عن دائرة المعارف الكويتية، وألحقت بـ «دائرة المطبوعات والنشر» برئاسة الشيخ صباح الأحمد الجابر الصباح، حيث غدت المسؤولة عن طباعة الجريدة، ثم أسندت لاحقًا مهمة طبع الجريدة الرسمية إلى مطبعة الحكومة، فيما تحولت دائرة المطبوعات والنشر لتصبح وزارة الإرشاد والأنباء ليُعدل اسم الأخيرة ويُصبح وزارة الإعلام. يقع مقر جريدة «الكويت اليوم» في مبنى وزارة الإعلام في منطقة الشويخ الصناعية في محافظة العاصمة.

## معرض صور

غلاف جريدة الكويت اليوم في بداياتها.